# Ctenochira
Ctenochira är ett släkte av steklar som beskrevs av Förster 1855. Ctenochira ingår i familjen brokparasitsteklar.

## Bildgalleri

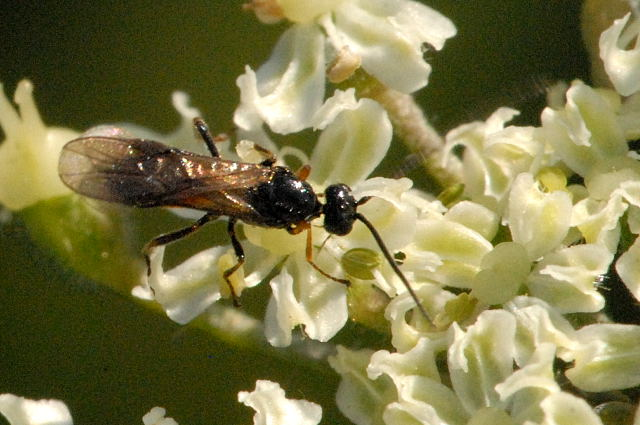
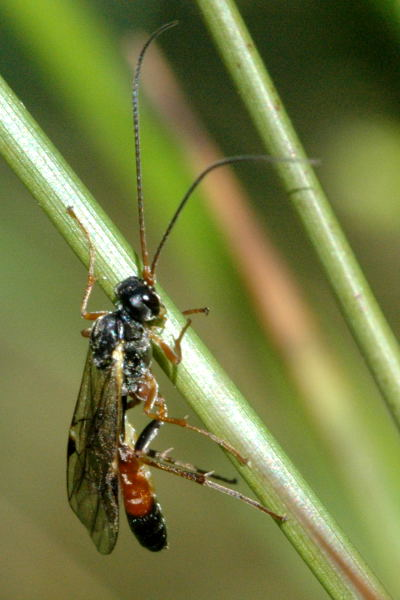
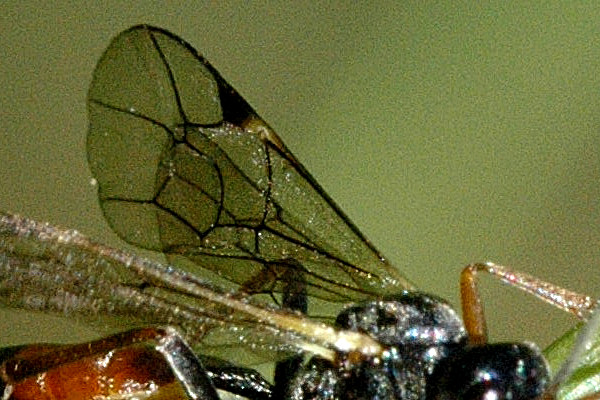
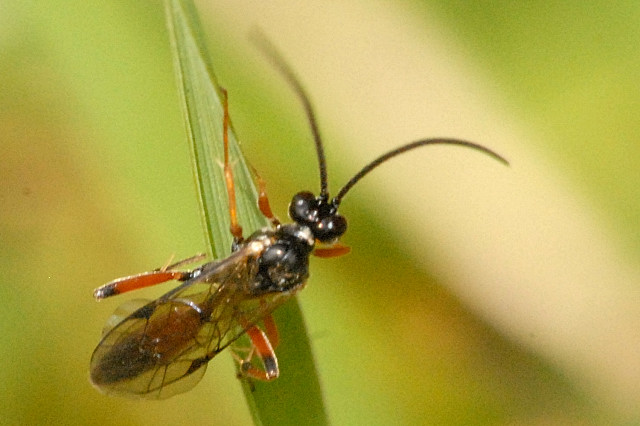
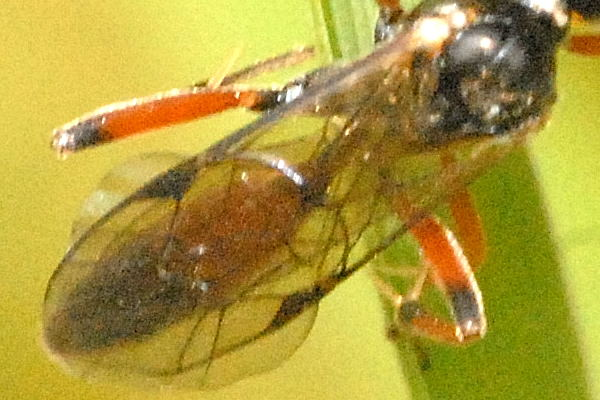

## Dottertaxa tillCtenochira, i alfabetisk ordning[1][2]
- Ctenochira adeps
- Ctenochira albomaculata
- Ctenochira analis
- Ctenochira angulata
- Ctenochira angustata
- Ctenochira annulata
- Ctenochira antennata
- Ctenochira aperta
- Ctenochira arcuata
- Ctenochira basipectinata
- Ctenochira bisinuata
- Ctenochira breviseta
- Ctenochira caucasica
- Ctenochira clara
- Ctenochira debilis
- Ctenochira deplanata
- Ctenochira dilatata
- Ctenochira edolensis
- Ctenochira extricata
- Ctenochira fecula
- Ctenochira ferrugata
- Ctenochira flavicauda
- Ctenochira flavipes
- Ctenochira galla
- Ctenochira gelida
- Ctenochira genalis
- Ctenochira gillettei
- Ctenochira gilvipes
- Ctenochira grossa
- Ctenochira haemosterna
- Ctenochira helveticator
- Ctenochira himachala
- Ctenochira holmgreni
- Ctenochira infans
- Ctenochira infesta
- Ctenochira inflata
- Ctenochira inversa
- Ctenochira irrisa
- Ctenochira longicauda
- Ctenochira marginata
- Ctenochira melina
- Ctenochira meridionator
- Ctenochira nata
- Ctenochira nigroventralis
- Ctenochira niveicola
- Ctenochira oreophila
- Ctenochira orientalis
- Ctenochira pallipes
- Ctenochira pastoralis
- Ctenochira pectinata
- Ctenochira pectoralis
- Ctenochira picta
- Ctenochira pikonematis
- Ctenochira populi
- Ctenochira potens
- Ctenochira pratensis
- Ctenochira propinqua
- Ctenochira propodeata
- Ctenochira punctata
- Ctenochira quebecensis
- Ctenochira rhenana
- Ctenochira romani
- Ctenochira rubella
- Ctenochira rubicunda
- Ctenochira rubranator
- Ctenochira rufa
- Ctenochira ruficoxalis
- Ctenochira rufipes
- Ctenochira sanguinatoria
- Ctenochira sculpturata
- Ctenochira spectabilis
- Ctenochira sphaerocephala
- Ctenochira subarctica
- Ctenochira subcrassa
- Ctenochira taiga
- Ctenochira tarsata
- Ctenochira tetrica
- Ctenochira validicornis
- Ctenochira vetusta
- Ctenochira xanthopyga